# ジョン・アースキン (第18代マー伯)
第18代マー伯爵ジョン・アースキン（John Erskine, 18th Earl of Mar、1510年頃 - 1572年10月28日）は、スコットランドの貴族、政治家。はじめメアリー女王に仕え、1565年にマー伯の回復を認められるなど厚遇されたが、1567年に女王を見限って反乱貴族側に加わり、女王を退位に追い込んだ。その後、幼君ジェイムズ6世の摂政（在職：1571年 - 1572年）に就任するも間もなく死去した。

## 経歴
第5代アースキン卿ジョン・アースキンとその妻マーガレット・キャンベル（第2代アーガイル伯爵アーチボルド・キャンベルの娘）の息子として生まれる。
1552年に父の死により第6代アースキン卿の爵位を継承した。スターリング城の城守(Keeper of Stirling Castle)やエディンバラ城の城守(Keeper of Edinburgh Castle)を務めた。メアリー女王の母メアリ・オブ・ギーズが摂政として権勢をふるっている時代には穏健プロテスタントとしてカトリックのメアリ・オブ・ギーズとプロテスタント貴族たちの対立緩和に努めた。1559年から1560年の動乱中も中立の立場で城の防衛にあたっていた。
1561年にメアリー女王が帰国すると彼女に仕えるようになり、同年に枢密顧問官に列した。1565年のメアリー女王とダーンリー卿ヘンリー・ステュアートの結婚も支持した。1565年6月23日の勅許状でマー伯の爵位を回復した。マー伯位は12代マー伯アレグザンダー・ステュアートの死後、アースキン家が代々その権利を主張してきた爵位であり、この回復に際して女王は「頑迷な統治者や役人たちによって廃除されてきた正統な継承者に権利を回復させることに良心を動かされた」と宣言している。また300年後の1875年2月26日の貴族院の特権委員会では彼は1565年7月20日に新規のマー伯位が与えられているとされた。
1566年には甥にあたるマリ伯ジェイムズ・ステュアートの反乱の鎮圧にあたるとともにジェームズ皇太子（後のスコットランド王ジェームズ6世、イングランド王ジェームズ1世）をスターリング城に預かってその後見役を務めた。
1567年にダーンリー卿ヘンリー・ステュアートが薨去した後にメアリー女王がボスウェル伯ジェームズ・ヘップバーンと再婚するに及んで女王を見限り、カーベリー・ヒルの戦いで反乱貴族側に加わり、女王の投降を受け入れた。
1571年9月の女王支持派によるスターリング城攻撃の際にもこれを撃退する戦功をあげた。この戦いの際に摂政の第4代レノックス伯マシュー・ステュアートが戦死したため、穏やかな人柄として人望があったマー伯が代わって摂政に就任した。しかし彼の摂政在職中から第4代モートン伯爵ジェイムズ・ダグラスが大きな権力をふるい、実権はモートン伯に握られていた。
1572年10月28日に心労で死去した。後任の摂政にはモートン伯が就任し、爵位は長男のジョン・アースキンが継承した。

## 家族
サー・ウィリアム・マレー(生年不詳-1562)の娘アナベル・マレー(生没年不詳)と結婚。彼女との間に以下の2子を儲けた
- 長男ジョン・アースキン（英語版） (1562頃-1634) 第19代/第2代マー伯位を継承
- 長女メアリー・アースキン (-1575) 第8代アンガス伯爵（英語版）アーチボルド・ダグラス（英語版）と結婚